# Les Peupliers (Cézanne)
Les peupliers est une peinture à l'huile sur toile (65 x 80 cm), peinte vers 1879-1880 par le peintre français Paul Cézanne. Partie des collections du musée d'Orsay, à Paris, elle se trouve depuis 2015 en dépôt au musée des Beaux-Arts de Lyon, à Lyon.

## Description
Elle représente un coin du parc du château de Marcouvilles, dans le petit village de Patis, un peu à l'écart de Pontoise.

## Postérité
En 1983, en guise de participation à une exposition collective organisée par Jean-Luc Chalumeau, où les artistes étaient invités à révéler leurs références picturales, le peintre Herman Braun-Vega réalise un tableau intitulé Caramba! dont le paysage qu'on aperçoit à l'arrière-plan par une porte ouverte est une réinterprétation en miroir d'une partie du tableau Les peupliers de Cézanne.